# آلتون بی (نیوهمپشایر)
التون بای، نیو همپشیر (به انگلیسی: Alton Bay, New Hampshire) یک منطقهٔ مسکونی در ایالات متحده آمریکا است که در نیوهمپشایر واقع شده‌است.

## خصوصیات
التون بای ۱۵۶٫۰۶ متر بالاتر از سطح دریا واقع شده‌است.